# Копанянское сельское поселение
Копанянское сельское поселение — муниципальное образование в Ольховатском районе Воронежской области.
Административный центр — село Копаная 1-я.

## Административное деление
В состав поселения входят:
- село Копаная 1-я,
- хутор Ерёмино,
- хутор Колесниково,
- слобода Копаная 2-я,
- хутор Кривая Берёза,
- хутор Новая Сотня.